# Hünfeld
Hünfeld je město v okrese Fulda ve východním Hesensku. Leží na řece Haune v blízkosti přírodního parku pohoří Rhön. Jeho sousedem na jihu je město Fulda, na severu pak Bad Hersfeld. Žije zde přibližně 17 tisíc obyvatel.

## Historie
Hünfeld se poprvé zmiňuje v historických pramenech v roce 781 jako Campus Unofelt a jméno znamená „pole na Hauně“ (Hunaha). Karel Veliký předal Hünfeldsko fuldskému opatství. To nejpozději na počátku 9. století založilo „cella in Huniofelt“, sídliště, připomínané poprvé 27. března 815. Tentýž historický pramen přiznává fuldskému opatství desátek a několik dalších sídlišť v okolí.
Hünfeldské sídliště se vyvinulo pravděpodobně na místě franského dvora. Původně klášterní sídliště se rychle vyvinulo v klášter samý; jako „monasterium“ se Hünfeld písemně připomíná již 20. února 825. Roku 883 čítal konvent 33 mnichů a 13 žáků. Klášter byl pravděpodobně zničen roku 915 při vpádu Maďarů. Klášter byl obnoven kanovníky jako kolegiátní. Zbytky tohoto nově zřízeného gotického klášterního kostela jsou dosud obsaženy v evangelickém farním kostele. První probošt se uvádí v roce 1128.
Výhodně – na vojenské a obchodní cestě – položený Hünfeld obdržel právo trhu roku 1244. Městská práva udělil obci král Jindřich VII. Poloha však městu způsobovala i útrapy v dobách válek; kupř. vojska Napoleona tudy táhla devětkrát.
Hünfeld také navštívil Goethe a o svých dojmech sepsal roku 1814 báseň Hünfeldský jarmark (německy Jahrmarkt zu Hünfeld).
Dne 29. října 1888 padlo celé jádro města za oběť ničivému požáru. V následující době vzniklo ve městě mnoho budov, mezi nimi například budova radnice nebo oblátský klášter svatého Bonifáce z roku 1895.

## Veřejná správa a služby

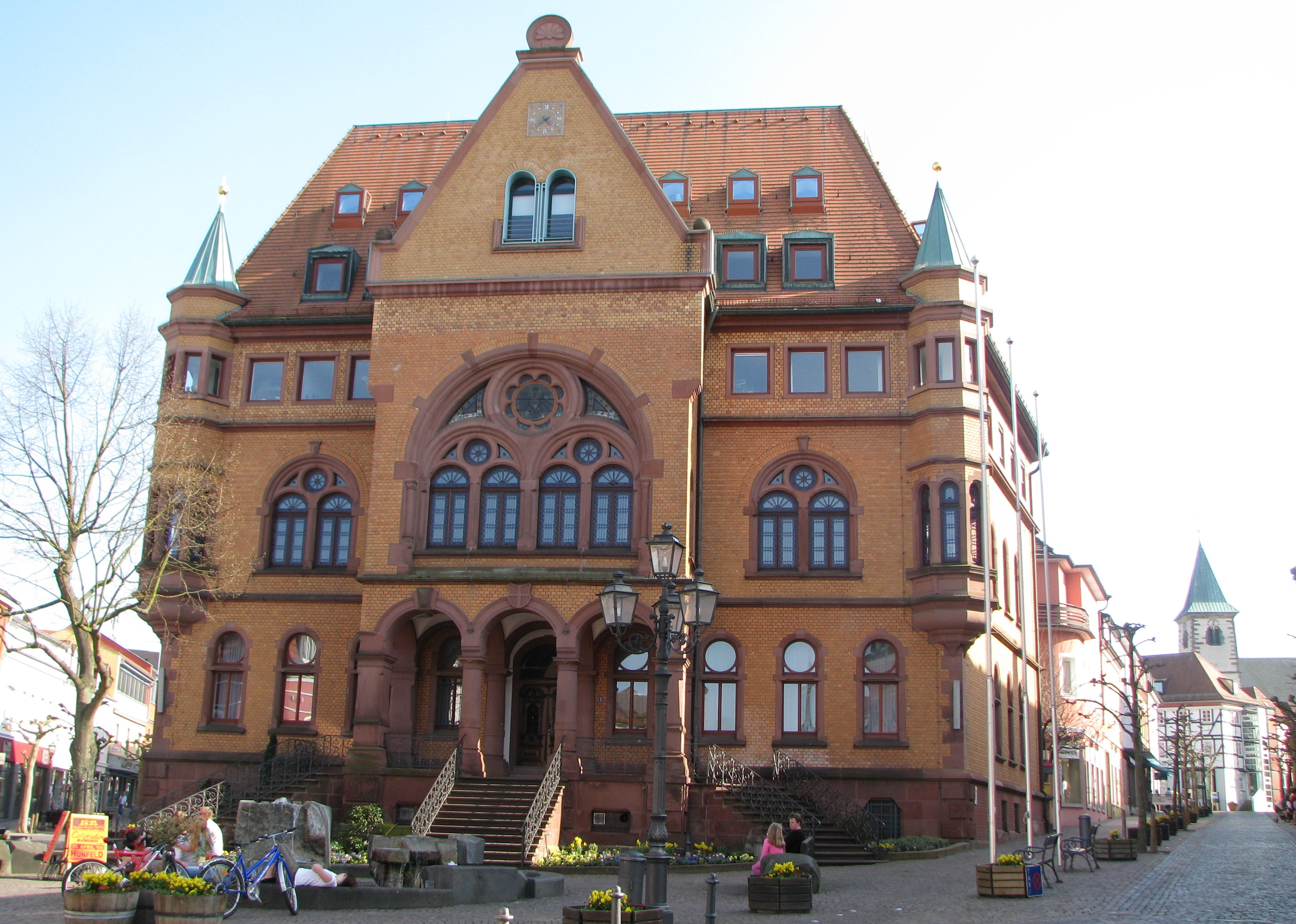
Hünfeldská radnice roku 2009

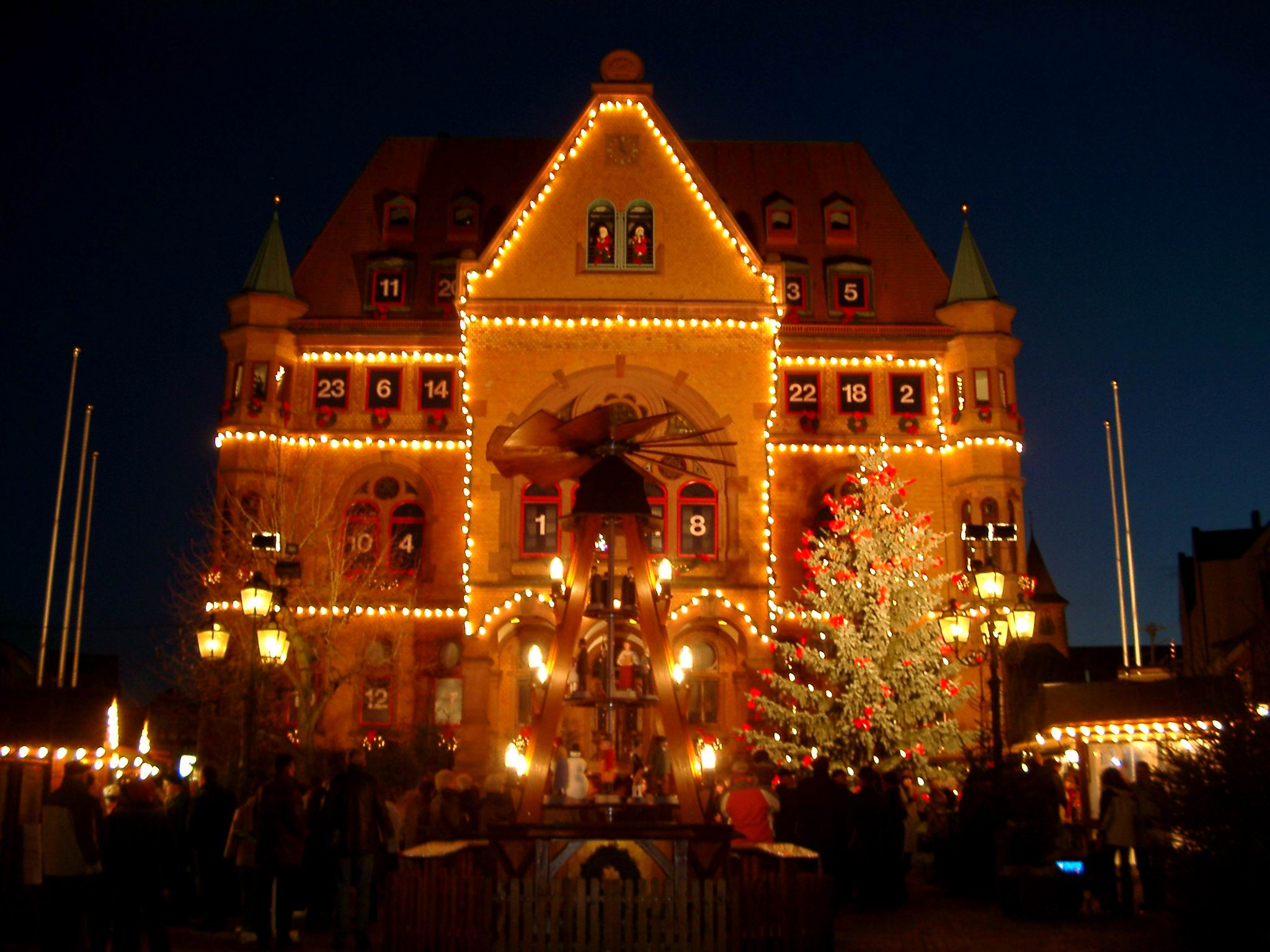
Hünfeldská radnice v adventu

Do správní reformy v roce 1972 byl Hünfeld okresním městem stejnojmenného okresu. Současně bylo k městu připojeno čtrnáct doposud samostatných obcí. Částmi města tak jsou: Hünfeld (Hünfeld-Mitte), Dammersbach, Großenbach, Kirchhasel, Mackenzell, Malges, Michelsrombach, Molzbach, Nüst, Oberfeld, Oberrombach, Roßbach, Rudolphshan, Rückers a Sargenzell. Připojením sousedních obcí se počet obyvatel města zvýšil ze 7 500 na 16 000.
Hünfeldský magistrát tvoří sedm radních a starosta; pět z nich jsou zástupci CDU, jeden SPD a taktéž jeden z CWE.
Znak města se skládá z pravidelného barokizujícího štítu. Ten je modrý s bílým olemováním. Na modro-bílém podkladu štítu je dvojitý bílý černě lemovaný kříž. Tento kříž ukazuje zpět na černý kříž fuldského kláštera.
V Hünfeldu sídlí věznice (Justizvollzuganstalt Hünfeld), okresní soud (Amtsgericht Hünfeld), pracoviště hesenského ministerstva vnitra a spolkové policie (Bundespolizeiabteilung).
Vzdělání v Hünfeldu poskytují čtyři základní školy, z nichž dvě sídlí ve vlastním městě a dvě v přidružených obcích Mackenzell a Michelsrombachu:
- Paul-Gerhardt-Schule (základní škola)
- Johann-Adam-Förster-Schule (základní škola)
- Christian-Andersen-Schule (škola pro děti se speciálními vzdělávacími potřebami)
- Vinzenz-von-Paul-Schule (praktická škola)

Střední vzdělání poskytují střední školy:
- Wigbertschule (Gymnázium)
- Jahnschule
- Konrad-Zuse-Schule (odborná škola)

## Kultura

### Muzea
V Hünfeldu jsou dvě muzea:
- Muzeum Konrada Zuse – do roku 2007 Muzeum historie města a okresu Hünfeld, sídlící na náměstí Kirchplatz
- Muzeum moderního umění Hünfeld – sídlí v prostorách někdejší plynárny, vystavuje díla konkrétního umění

### Pravidelné podniky
V Hünfeldu se pravidelně konají tyto akce:
- jarní trhy
- soutěž v ježdění na koni (druhý víkend v srpnu)
- dlouhá noc, během níž jsou otevřeny obchody, restaurace
- Gaalbernfest (po letních prázdninách)
- martinské trhy (vždy v sobotu a neděli po 11. listopadu)
- koncert Jubilate (většinou v polovici listopadu, o sobotním večeru v klášterním kostele kláštera svatého Bonifáce
- vánoční trhy (v prosinci, před radnicí)
- silvestrovský koncert (o silvestrovském večeru, před radnicí)
- týdenní trhy (v pátky)
- posvícení (na podzim)
- střelecká slavnost střeleckého spolku Wilhelm Tell Hünfeld

## Hospodářství a doprava

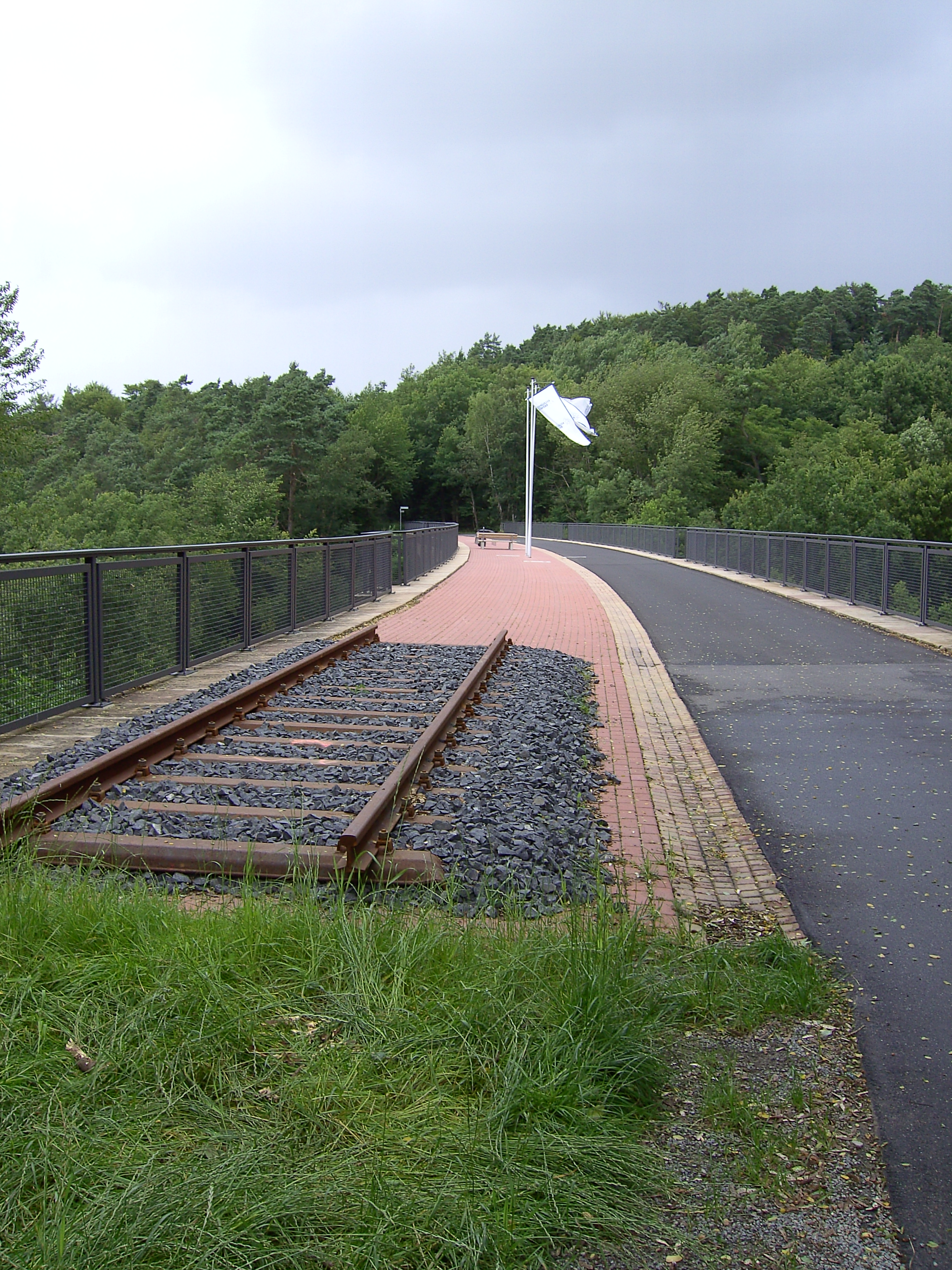
Cyklostezka na klausmarbachském viaduktu

Hospodářský rozvoj Hünfeldu započal po druhé světové válce. Usadily se zde strojírenské a kovozpracující podniky. Největším zaměstnavatelem je provoz světoznámé firmy Wella, mající více než 1000 pracovníků.
Městem Hünfeldem procházejí spolkové silnice B 27 a B 84. Město má též spojení na dálnici A 7 prostřednictvím exitu Hünfeld/Schlitz.
Hünfeld leží na železniční trati Fulda–Bad Hersfeld–Bebra–Kassel/Erfurt. Na někdejší trati Hünfeld–Wenigentaft-Mansbach, byla 27. dubna 2007 otevřena cyklistická trasa Kegelspiel-Radwag.

## Partnerská města
- Landerneau, od roku 1968
- Geisa v Durynsku, od roku 1990
- Prószków, od roku 1997
- Steinberg v Sasku